# Franciszek Stefan Danilewicz

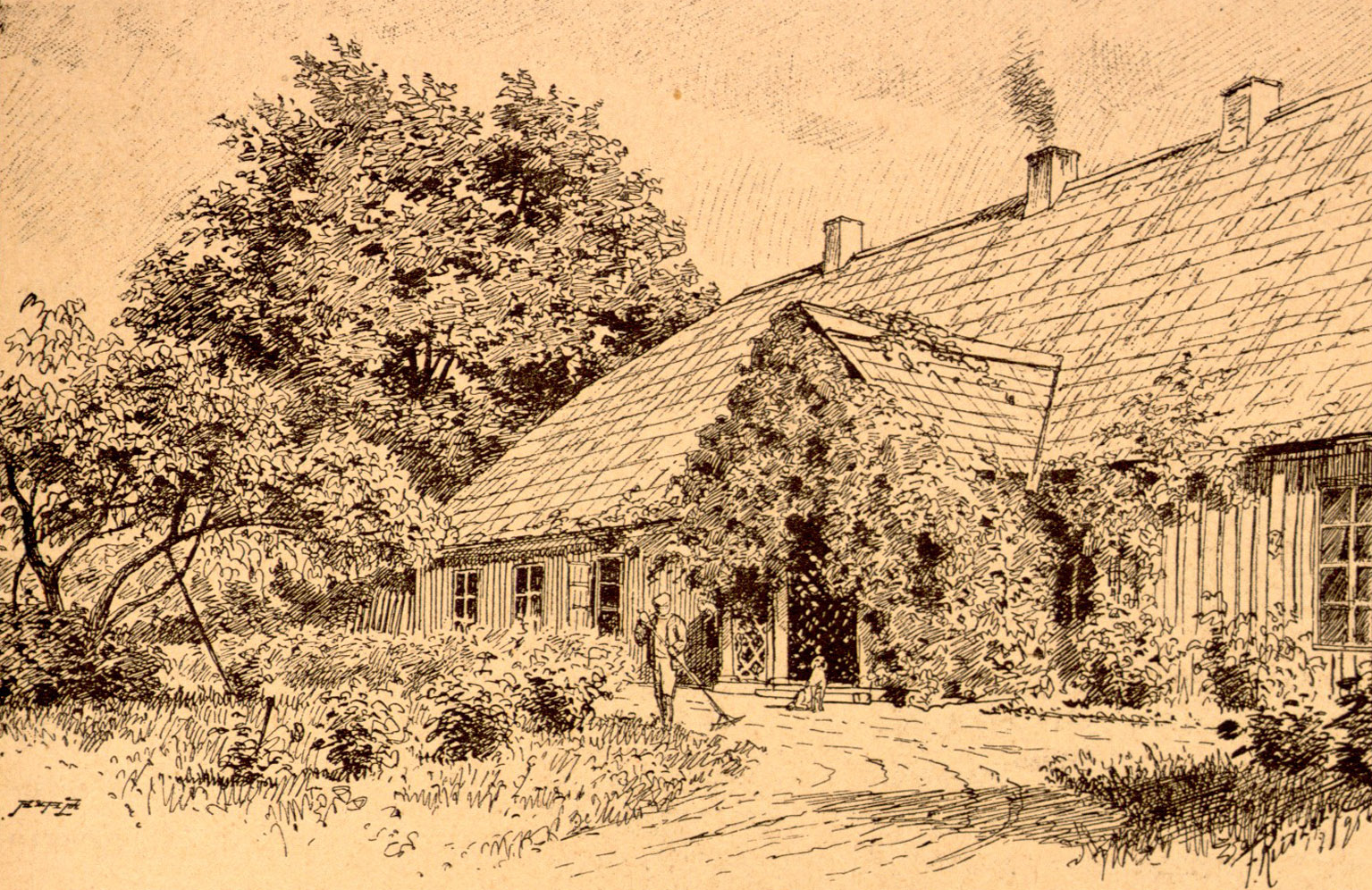
Dwór w Bohdanowie - rysunek Ferdynanda Ruszczyca z 1895 r.

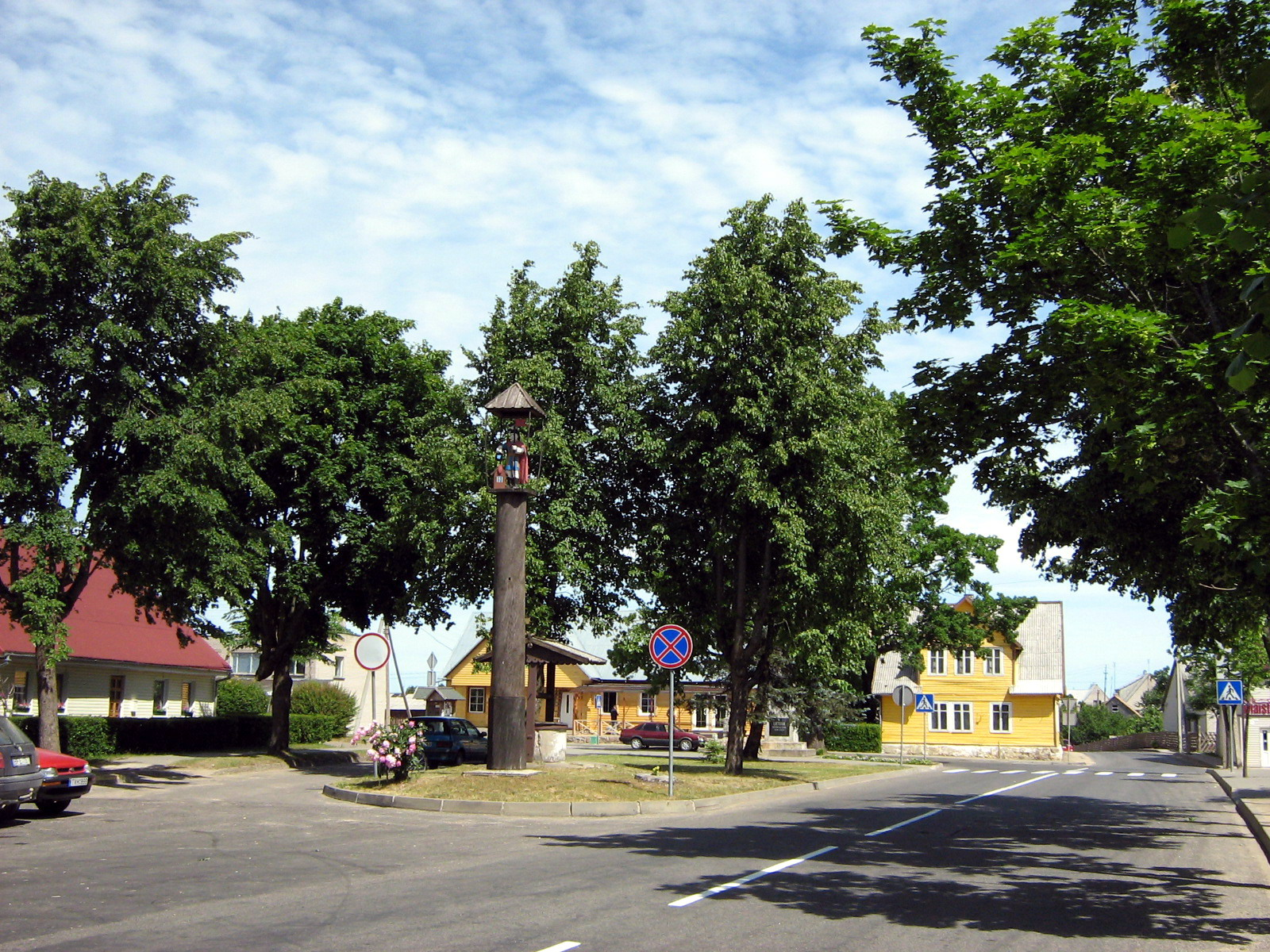
Miasteczko Płótele, będące siedzibą dawnego starostwa królewskiego

Franciszek Stefan Danilewicz (Danielewicz) herbu Ostoja (zm. po 1744) – dziedzic dóbr Bohdanów, Danilewicze i innych, starosta płotelski.

## Życiorys
Franciszek Stefan Danilewicz przyszedł na świat w rodzinie szlacheckiej wywodzącej się z Wielkiego Księstwa Litewskiego, należącej do rodu heraldycznego Ostojów (Mościców). O jego rodzinie pisał Kasper Niesiecki w Herbarzu polskim. Ojcem Franciszka był Michał Danilewicz, starosta płotelski a matką Eleonora Zenowicz, podkomorzanka połocka (córka Janusza). Franciszek Danilewicz, podobnie jak ojciec, pełnił urząd starosty płotelskiego. Wybitną postacią był jego dziadek Roman Jan Danilewicz, podkomorzy oszmiański, starosta inturski.
Franciszek Danilewicz związany był z magnacką rodziną litewską Paców herbu Gozdawa poprzez babkę Katarzynę Pacównę, córkę Hieronima Dominika (syna Piotra, wojewody trockiego) i Anny Wojnianki. Danilewicz po śmierci ojca stał się właścicielem dóbr Bohdanów, niegdyś należących do rodziny Paców. W roku 1742 sprzedał ten majątek Tomaszowi i Barbarze z Sulistrowskich małżonkom Czechowiczom herbu Ostoja za 100 tys. zł. Rok wcześniej odstąpił swoje części we wsi Danilewicze w pow. upickim braciom - Janowi, Jakubowi, Michałowi i Mikołajowi. 
Żoną Franciszka Stefana Danilewicza, starosty płotelskiego była Anna Nowkuńska, z którą miał syna Tadeusza Franciszka, chorążego oszmiańskiego, pułkownika wojsk litewskich. W roku 1744 wyjednał dla niej dożywocie na starostwie płotelskim. 